# Strada Statale 115 Sud Occidentale Sicula

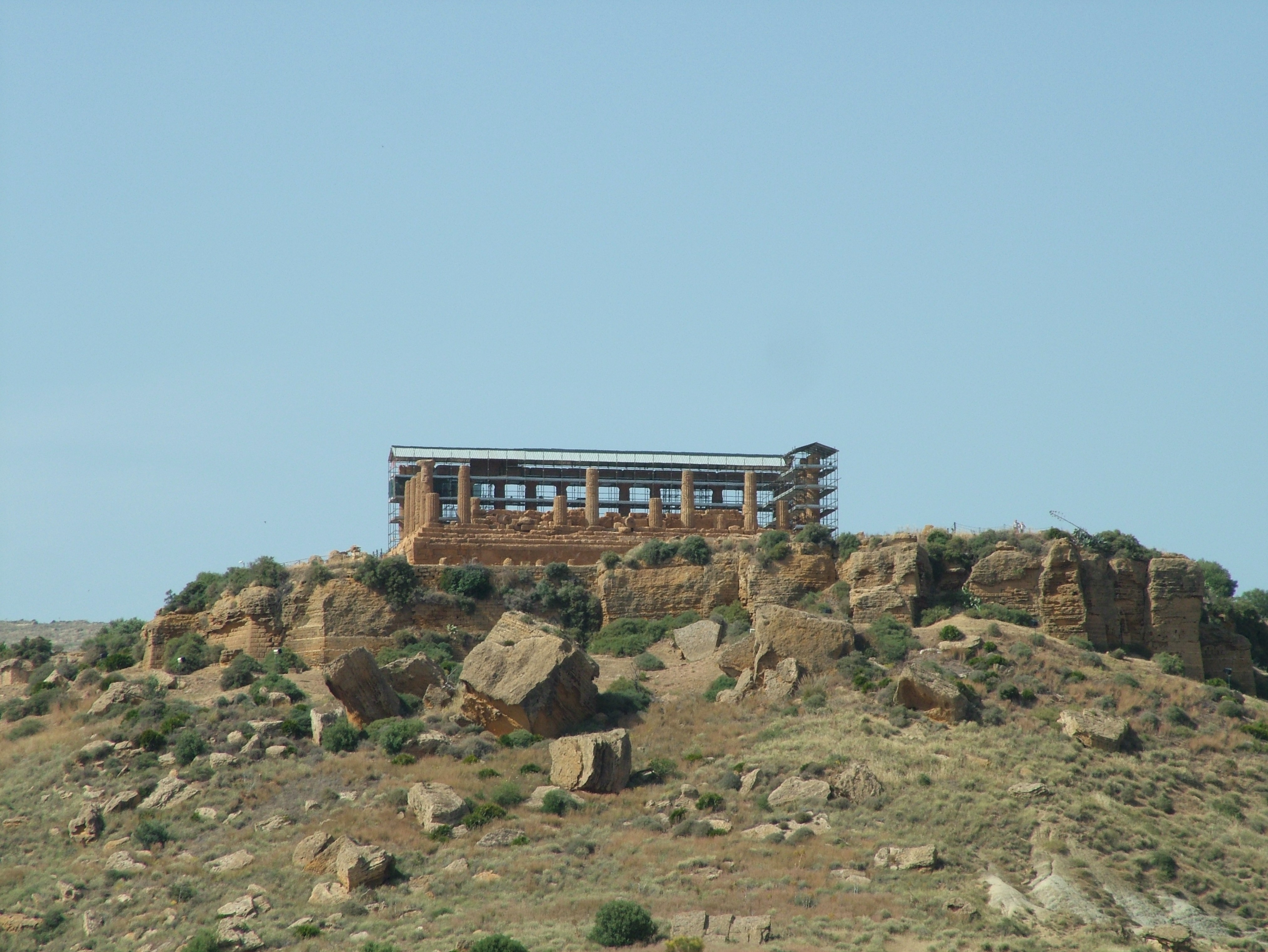
Der Junotempel in Agrigent von der SS 115 aus gesehen

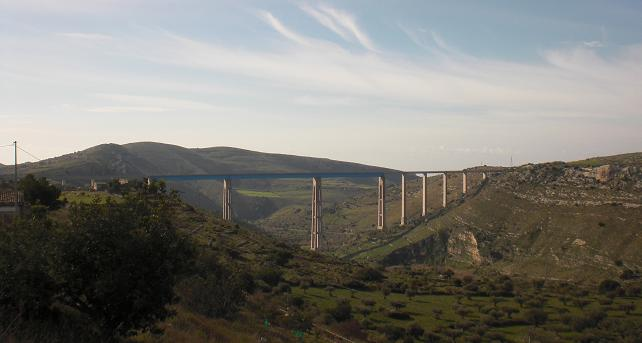
Ponte Costanzo bei Ragusa

Die SS 115 Sud Occidentale Sicula ist eine der wichtigsten und die längste Staatsstraße von Sizilien. Sie führt von Trapani bis nach Syrakus und passiert dabei die Städte: Trapani, Marsala, Mazara del Vallo, Castelvetrano, Sciacca, Agrigento, Licata, Gela, Vittoria, Comiso, Ragusa, Modica, Noto, Avola und Syrakus.
Sie ist 383,2 km lang und der Betreiber der Staatsstraße ist die ANAS.